# Pedro L. Alonso
Pedro Luís Alonso Fernández (* 18. März 1959 in Madrid) ist ein spanischer Mediziner und Malaria-Forscher, der 1996 das Manhiça Health Research Center in Mosambik gegründet hat und heute Direktor des WHO Global Malaria Programms in Genf ist.

## Ausbildung
Nach dem Besuch des Atlantic College, einem der United World Colleges, schloss Pedro Alonso 1984 sein Medizinstudium (M.D.) an der Universidad Autónoma de Madrid und ein Graduiertenstudium (M.S.) zu Epidemiologie und Infektionskrankheiten an der London School of Hygiene and Tropical Medicine ab. Der akademischen Grad Doktor (Ph.D.) wurde ihm von der Universität Barcelona verliehen.

## Berufliches Leben
1996 gründete Alonso das Centro de Investigaçao em Saúde de Manhiça (CISM – Manhiça Health Research Center) in Mosambik. Als Direktor war er für die Aufbau und die Entwicklung des Forschungs- und Trainingszentrums verantwortlich und baute es zu einem der führenden Institute in der Malaria-Forschung aus. Danach war er Direktor des Institute for Global Health (ISGlobal) in Barcelona, Leiter der Medizinischen Abteilung für Internationale Gesundheit und Tropenmedizin der Hospital Clínic in Barcelona und Professor der Universität Barcelona. Seit 2014 ist er Direktor des WHO Global Malaria Programms.
Alonsos Forschungsarbeiten wurden in den medizinischen Fachjournalen The Lancet, dem Journal of Infectious Diseases und der Zeitschrift für Tropical Medicine and International Health veröffentlicht. Alonso war Mitglied in einer Reihe von internationalen Expertengruppen, u. a. als Vorsitzender des Malaria-Impfexperten-Komitees der Weltgesundheitsorganisation (WHO).
Alonso hat eine Reihe von nationalen und internationalen Preisen und Auszeichnungen bekommen, u. a. die Red Cross Gold Medal, das Gran Cruz de la Orden Civil des spanischen Gesundheitsministeriums, den UNICEF International Award „Personal Career“ 2009 und den Save The Children 2008 Award. Die Leistungen des CISM Forschungszentrums wurden 2008 mit dem Prinz-von-Asturien-Preis für internationale Zusammenarbeit gewürdigt. Alonso erhielt 2016 einen BBVA Foundation Frontiers of Knowledge Award. 2022 wurde er als auswärtiges Mitglied in die National Academy of Medicine gewählt.

## Schriften
- Pedro L Alonso, Jahit Sacarlal, John J Aponte, Amanda Leach, Eusebio Macete, Pedro Aide u. a.: Duration of protection with RTS,S/AS02A malaria vaccine in prevention of Plasmodium falciparum disease in Mozambican children: single-blind extended follow-up of a randomised controlled trial. In: The Lancet. Vol. 366, No. 9502. Elsevier, 10. Dezember 2005, S. 2012–2018 (englisch).

## Weblink
- Liste der Publikationen auf PubMed der U.S. National Library of Medicine